# Xenotima
La xenotima és el nom obsolet per adreçar-se als minerals: xenotima-(Y) i xenotima-(Yb); tot i que es pot emprar per referir-se gairebé exclusivament a la xenotima-(Y), donat que l'espècie xenotima-(Yb) és molt poc freqüent. Aquestes dues espècies formen part del grup de la xenotima, grup al que donen nom. Pertanyen a la classe dels fosfats, i reben el seu nom del grec κευός ("va") i τιμή ("honor"), en al·lusió al fet que l'itri que conté va ser confós amb un nou element.
Sinònims poc usats són: castelnaudita, hussakita, tankelita i xenotimita.
Segons la classificació de Nickel-Strunz pertanyen a "08.A - Fosfats, etc. sense anions addicionals, sense H₂O, només amb cations de mida gran» juntament amb els següents minerals: nahpoita, monetita, weilita, Švenekita, archerita, bifosfammita, fosfammita, buchwaldita, schultenita, chernovita-(Y), dreyerita, wakefieldita-(Ce), wakefieldita-(Y), pretulita, wakefieldita-(La), wakefieldita-(Nd), pucherita, ximengita, gasparita-(Ce), monacita-(Ce), monacita-(La), monacita-(Nd), rooseveltita, cheralita, monacita-(Sm), tetrarooseveltita, chursinita i clinobisvanita.

## Formació i jaciments
Apareixen en roques ígnies alcalines i a les pegmatites de granit associades, on poden formar cristalls de grans dimensions. També poden aparèixer en gneis micacis i quarsosos, així com en material detrític. Solen trobar-se associades amb altres minerals com: zircó, anatasa, rútil, sil·limanita, columbita, monacita i ilmenita. La xenotima-(Yb) s'ha trobat a la zona d'albita sacaroidea dins d'una roca pegmatítica de tipus granit.
És extret a les mines com important mena d'itri.